# Jacky Munaron
Jacques Munaron dit Jacky Munaron, né le 8 septembre 1956 à Namur en Belgique, est un footballeur international et entraîneur belge qui joue au poste de gardien de but.
Il a évolué au poste de gardien de but pendant quinze saisons au RSC Anderlecht, trois saisons au RFC Liège et trois saisons au Standard de Liège où il est la doublure de Gilbert Bodart.
Avec 378 matches joués dont 361 pour Anderlecht et 17 pour le Standard, il est le joueur totalisant le plus de matches à son actif parmi les joueurs qui ont évolué dans ces deux clubs rivaux.
International belge (8 sélections), il a été un remplaçant de Jean-Marie Pfaff et était présent à la Coupe du monde 1982, à l'Euro 1984 et à la Coupe du monde 1986.

## Palmarès

### En club
- Vainqueur de la Supercoupe d'Europe en 1976 et en 1978 avec le RSC Anderlecht
- Vainqueur de la Coupe d'Europe des Vainqueurs de Coupe en 1976 et en 1978 avec le Royal Sporting Club d'Anderlecht
- Vainqueur de la Coupe de l'UEFA en 1983 avec le Royal Sporting Club d'Anderlecht
- Champion de Belgique en 1981, en 1985, en 1986 et en 1987 avec le RSC Anderlecht
- Vainqueur de la Coupe de Belgique en 1975, en 1976, en 1988 et en 1989 avec le RSC Anderlecht et en 1990 avec le RFC Liège
- Vainqueur de la Supercoupe de Belgique en 1985 et en 1987 avec le Royal Sporting Club d'Anderlecht
- Finaliste de la Coupe d'Europe des Vainqueurs de Coupe en 1977 avec le Royal Sporting Club d'Anderlecht
- Finaliste de la Coupe de l'UEFA en 1984 avec le Royal Sporting Club d'Anderlecht
- Vice-champion de Belgique en 1976, en 1977, en 1978, en 1979, en 1982, en 1983 et en 1984 avec le RSC Anderlecht et en 1993 avec le Standard de Liège

### EnÉquipe de Belgique
- 8 sélections entre 1982 et 1986

## Anecdote
Le 23 Novembre 83, en match aller de 8e de finale de la coupe UEFA, on joue à Bollaert les dernières minutes du match opposant le RC Lens au RSC Anderlecht, tenant du titre. Le club bruxellois a ouvert le score par Franky Vercauteren, et les Lensois, entrainés par Gérard Houllier, ne semblent pas en mesure de revenir. On joue la 90e minute lorsque l'ailier droit danois Kenneth Brylle adresse une anodine passe en retrait à Munaron. Et là, l'irrationnel surgit, sous la forme d'un caillou (lancé par les supporters d'Anderlecht !) qui jaillit des tribunes : sa trajectoire parabolique rencontre celle du ballon que Munaron s'apprêtait à contrôler tranquillement... Totalement surpris par ce faux rebond, l'international démarre en trombe mais trop tard pour empêcher l'égalisation la plus curieuse jamais vue dans le stade inauguré en 1934.
Au match retour, Anderlecht parviendra tout de même à se qualifier avec une victoire 1-0.